# Болеховиці (Малопольське воєводство)
Болеховиці (пол. Bolechowice) — село в Польщі, у гміні Забежув Краківського повіту Малопольського воєводства.
Населення — 1993 особи (2011).
У 1975-1998 роках село належало до Краківського воєводства.

## Демографія
Демографічна структура станом на 31 березня 2011 року:
|          | Загалом | Допрацездатний вік | Працездатний вік | Постпрацездатний вік |
| -------- | ------- | ------------------ | ---------------- | -------------------- |
| Чоловіки | 959     | 232                | 626              | 101                  |
| Жінки    | 1034    | 223                | 615              | 196                  |
| Разом    | 1993    | 455                | 1241             | 297                  |